# Antonio Doncel Valcárcel
Antonio Doncel Valcárcel (A Pobra de San Xiao, 30 de gener de 1967) és un exfutbolista gallec, que ocupava la posició de defensa.

## Trajectòria
Després de destacar al Comercial, un equip de futbol base de Lugo, entra al juvenil del Deportivo de La Corunya. La temporada 88/89 puja al primer equip, que romania a la Segona Divisió. Dos anys després, el 1991, els gallecs ascendeixen a la màxima categoria, per iniciar un dels perïodes daurats del club, conegut com el Superdepor. El defensa va ser suplent en dues temporades, tot jugant 28 partits entre 1991 i 1993.
Sense comptar per al Deportivo, la temporada 93/94 recala al Real Burgos, que pretenia retorna a la primera divisió. Els castellans, però, van baixar a Segona B. El defensa hi va participar en 29 partits. A la temporada següent, baixa un esglaó més i milita al Llevant UE. La temporada 95/06 retorna a Galícia, per jugar amb el Racing de Ferrol.
L'estiu de 1996 marxa a la Third Division anglesa en ser fitxat pel Hull City FC, on juga dues campanyes, tot sumant 46 partits i dos gols. El 1998 finalitza la seua etapa al Regne Unit i penja les botes. A la segona meitat de la temporada 01/02 retornaria als terrenys de joc per militar el que quedava d'eixa campanya al modest Bergantiños, de la regional gallega.